# 12 Gwardyjski Korpus Strzelecki
12 Gwardyjski Korpus Strzelecki (ros. 12 гвардейский стрелковый корпус) – wyższy związek taktyczny Armii Czerwonej.
12 Gwardyjski Korpus Strzelecki powstał w 1942, na bazie 384 Dywizji Piechoty. W czasie walk na ziemiach polskich 12 Gwardyjski Korpus Strzelecki dowodzony był przez gen. Stiepana Buńkowa. Uczestniczył m.in. w złamaniu oporu armii niemieckiej w Goleniowie, przyczyniając się do zakończenia władzy III Rzeszy na tym terenie. Następnie prowadziły działania zaczepne w kierunku Nowogardu, zdobywając go 5 marca 1945. Korpus szlak bojowy zakończył 10 maja 1945 w Berlinie, walcząc w składzie 5 Armii Uderzeniowej.

## Dowódcy korpusu
- gen. por. Nikanor Zachwatajew (12.12.1942 – 22.05.1944)
- gen. mjr Michaił Siazow (27.05.1944 – 29.07.1944)
- gen. por. Stiepan Buńkow (30.07.1944 – 10.02.1945)
- gen. por. Aleksandr Kazankin[4] (11.02.1945 – 27.04.1945)
- gen. mjr Aleksandr Fiłatow (30.04.1945 – 09.05.1945)[1]

## Struktura organizacyjna
Skład 16 kwietnia 1945:
- 23 Gwardyjska Dywizja Piechoty
- 52 Gwardyjska Dywizja Piechoty
- 33 Dywizja Piechoty